# Wingdings
Wingdings ist ein Symbol-Font von Microsoft, der anstelle von Zeichen einer Schriftart eine Reihe grafischer Symbole enthält. Der Font wird mit allen Ausgaben von Windows seit Version 3.1 ausgeliefert.

## Zeichensatz (Auswahl)
Der Zeichensatz wurde 1990 von Microsoft aus Zeichen zusammengesetzt, die von Charles Bigelow und Kris Holmes lizenziert wurden. Diese hatten die Symbole für ihre Schriftenfamilie Lucida entworfen.  Im Font enthalten sind unter anderem bekannte Ideogramme wie das Telefonsymbol und der Davidstern sowie Pfeile und die Tierkreiszeichen.
Der Font Wingdings sowie weitere Varianten Wingdings 2 und Wingdings 3 waren erstmals in Windows 3.1 enthalten. Sie sind im Betriebssystem vorinstalliert und lassen sich in gängigen DTP-Programmen über das Schriftarten-Menü auswählen.
Webdings ist eine weitere Variante, die für Core fonts for the Web entwickelt wurde und erstmals mit Internet Explorer 4 und Windows 98 erschien.
Wenngleich dieser Zeichensatz nicht in Unicode verfügbar ist, finden sich viele Symbole daraus in dem Unicodeblock Dingbats.

## Internetmythen
Nur wenige Tage nach der Veröffentlichung von Windows 3.1 im Jahr 1992 stellte sich heraus, dass die Zeichenfolge „NYC“ (New York City) in Wingdings durch einen Totenkopf, einen Davidstern und eine Hand mit nach oben gestrecktem Daumen dargestellt wird. Während Kritiker darin eine antisemitische Botschaft sahen, erklärte Microsoft, dass die Zuordnung der verschiedenen Symbole zu einzelnen Buchstaben bei der Erstellung des Fonts weitestgehend zufällig erfolgt und eine antisemitische Konnotation daher absolut unbeabsichtigt gewesen sei.
Im später von Microsoft veröffentlichten Symbol-Font Webdings wird die Zeichenfolge „NYC“ durch ein Auge, ein Herz und die Silhouette einer Stadt dargestellt, was umgangssprachlich für „I love New York“ steht.
Nach den Ereignissen am 11. September 2001 in New York ging das Internetgerücht um, dass eines der Flugzeuge, die in das World Trade Center stürzten, die Flugnummer Q33 NY hätte, was in Wingdings ein Flugzeug, zwei Blätter (welche hier Türme darstellen), einen Totenkopf und den Davidstern darstellt, allerdings hatte keines der Flugzeuge die Nummer Q33 NY.